# Свенциці (Мазовецьке воєводство)
Сьвенцице (пол. Święcice) — село в Польщі, у гміні Ожарув-Мазовецький Варшавського-Західного повіту Мазовецького воєводства.
Населення — 771 особа (2011).
У 1975—1998 роках село належало до Варшавського воєводства.
Польський шляхетний рід Свенчицькі гербу Ястшембець (пол. Święciccy herbu Jastrzębiec) походить з цього села. Першим згаданим представником сім'ї був Мацей зі Сьвенциць, варшавський підсудок, який у 1525 р. підписав указ проти єретиків.

## Демографія
Демографічна структура станом на 31 березня 2011 року:
|          | Загалом | Допрацездатний вік | Працездатний вік | Постпрацездатний вік |
| -------- | ------- | ------------------ | ---------------- | -------------------- |
| Чоловіки | 360     | 82                 | 243              | 35                   |
| Жінки    | 411     | 79                 | 248              | 84                   |
| Разом    | 771     | 161                | 491              | 119                  |